# Agneta von Schinkel
Hilda Agneta von Schinkel, född Odhnoff  den 20 juni 1941, är en svensk journalist.

## Biografi
von Schinkel var 1987–1992 ägare av och chefredaktör för Svensk Damtidning, samt 1996–1998 förlagschef på Fischer & Co. von Schinkel lämnade denna post efter en konflikt om utgivningen av boken Döden är en man om Da Costa-fallet.

### Familj
von Schinkel var 1962–1981 gift med direktören Johan Fredrik Iwan David von Schinkel och är svägerska till Camilla Odhnoff.